# Rock de fusión
El rock de fusión, también denominado, en inglés, "crossover rock" (traducción de rock de fusión), simplemente crossover (término que se emplea para referirse a una amplia gama de fusiones, no siempre relacionadas con el Rock), o bien "rock fusion", es un estilo que mezcla rock, hard rock y metal con rap, funk e incluso en ocasiones con punk, rock progresivo, rock psicodélico, o jazz rock, y que incluye a grupos como Primus, Fishbone, Red Hot Chili Peppers, Living Colour, Rage Against The Machine, Faith No More, El Kuelgue o Incubus.

## Orígenes
Las raíces del rock de fusión se sitúan generalmente con la versión del tema Walk This Way, de Aerosmith, originariamente recogido en su álbum Toys In The Attic de 1975; en 1986, Aerosmith regrabaron este tema clásico con el grupo de Rap Run DMC. El tema, que ya contaba con una línea de guitarra muy "Groovie" y Funky, era ideal para tratarla con ese enfoque, y resultó un completo éxito que actuó en dos direcciones; por un lado ayudó a relanzar la carrera de Aerosmith, que se recuperaban de una era de decadencia, graves adicciones a las drogas, separaciones en el seno del grupo, etc.; por otra abrió el Rap a un nuevo público; el del Rock, que inicialmente se había mostrado muy poco receptivo, incluso despectivo con el nuevo estilo.
Otro de los puntos clave fue la unión de Anthrax y Public Enemy en el tema "Bring tha noise", publicado en 1991; aunque Anthrax ya habían tenido escarceos con el Rap en 1987, con su tema "I'm the man", "Bring tha noise", un tema cargado de energía y agresividad, animó a numerosos grupos de metal a atreverse con el Rap, y dio un paso para lo que sería la modernización del Heavy metal durante los 90, el Nu metal

## Desarrollo

### Precursores
Dos de los precursores de la fusión fueron Urban Dance Squad y Red Hot Chili Peppers; ya en los años 80, mezclaban rock, metal y rap; aunque RHCP alcanzarían su cima de creatividad en los 90, con el exitoso Blood Sugar Sex Magik, un disco que es considerado una de las obras maestras de la década, y en el que la Psicodelia jugaría también un importante papel.
Ya a finales de los 80, Living Colour también jugarían un importante papel en el mundo de la fusión, y Beastie Boys, desde el rap, introducirían elementos del hard rock en su música.

### Máxima popularidad
Pero el estilo alcanzaría su máxima popularidad durante el inicio de la nueva década. Faith No More, grupo alternativo americano, comenzaron a mezclar los bajos y ritmo Funk con algo de Rap, añadiéndole riffs propios del Heavy metal, a una actitud Punk, y arreglos Progresivos, sobre todo en la considerada como su obra cumbre, "Angel Dust". Por otro lado, Mike Muir, vocalista de Suicidal Tendencies, fundaría en 1990 su grupo paralelo, Infectious Grooves, grupo en que se fusionaba Funk, thrash metal y Punk.

### Las barreras se desmoronan
Dos de sus grupos "hermanos" eran Primus, grupo en el que el Funk y el Rock progresivo se fundían en un personalísimo y peculiar mundo particular, y Fishbone, grupo en el que "casi todo" cabía. En la música de Fishbone había Metal, Reggae puro, Funk de alto voltaje, ritmos latinos, Ska, Hard rock, Grunge, Progresivo. Las barreras entre estilos se desmoronaban durante esta época, en aras de la creatividad: los estilos se fusionaban sin ningún tipo de complejo.

### Tendencia Iconoclasta:"el sonido megaloco"
Otro rasgo común entre algunos de estos grupos, era un cierto grado de "locura", es decir, un peculiar y surrealista sentido del humor, iconoclasta y sin complejos, que se reflejaba en su música, a menudo extraña y a veces anfetamínica. Fishbone, que se servían de este ácido sentido del humor en discos como "Give a Monkey a Brain and he'll swear he's the center of the Universe" ("dale un cerebro a un mono y jurará ser el centro del universo"), o temas como "Warm of your Breath" ("El calor de tu aliento") (cuyo verso completo rezaba "Ojalá el colon de tu perro esté familiarizado con el calor de tu aliento"), lo definieron como "sonido megaloco"; se puede comprobar este matiz, asimismo, en los discos de Red Hot Chili Peppers, especialmente los anteriores a su obra cumbre, Blood Sugar Sex Magik; éstos aparecían en la portada de su disco de 1988, titulado The Abbey Road E.P., cruzando la mítica calle Abbey Road con unos calcetines tapando sus genitales. También en los de Faith No More, cuya pose y letras llegaban a un sentido del humor sarcástico y escatológico.
El extraño mundo de la música de Primus, cargada de un humor extremadamente surrealista, fue otro exponente de esta característica.

### El Rap-Metal
Rage Against the Machine, ligeramente posteriores a estas bandas, mezclaban riffs típicamente "Heavies" o hard rockeros, claros deudores de Led Zeppelin o Black Sabbath, con el particular estilo de rapear de su cantante Zack de la Rocha. R.A.T.M. practicaban un estilo agresivo y "Groovie", altamente politizado y cargado de soflamas y consignas sociales y políticas, en el que, sin embargo, líricamente mantenían una gran calidad.
En 1990, casi al mismo tiempo que Rage Against The Machine, surgían Tool. Dos grupos que, en sus inicios, tuvieron una estrecha relación entre ellos; dos bandas con dos estilos completamente diferenciados, que se caracterizaban, sin embargo, por apartar de su música cualquier elemento frívolo o cómico de los que habían caracterizado a las bandas de fusión nacidas en los 80. Mientras Tool se centraban en su complejo mundo interior y en sus fobias, RATM se centraban en los temas sociopolíticos y de denuncia. Ello, unido a que ambos practicaban una amplia y personal fusión de estilos (que en el caso de R.A.T.M. se orientaba más al rap metal y el de Tool, al rock progresivo), llevó a la prensa musical a relacionar ambos fenómenos al momento de su aparición.
Posteriormente, se popularizaron muchos grupos que combinaban el hardcore punk, deudor del punk, con el rap, en lo que se dio en llamar en ocasiones rapcore. Alguno de sus exponentes fueron Biohazard, Clawfinger, o Sick Of It All. Muchos grupos de heavy metal fueron influenciados por el estilo, deudor del pionero tema de Anthrax y Public Enemy, y otros muchos que fusionaban heavy metal con rap fueron apareciendo; asimismo, Sepultura fusionarían su thrash metal con ritmos latinos, tribales, y con metal alternativo; más tarde, como deudor de estas bandas, surgiría Korn, grupo con gran influencia, tanto de Faith No More, como de los últimos Sepultura, y el movimiento nu metal, en el que se suele englobar a otra hornada de grupos más tardíos que fusionaban rock alternativo y metal, con rap o funk.

## El rock de fusión en los países hispanohablantes
En España el rock de fusión surgió a comienzos de los noventa y estuvo directamente influenciado por los grupos pioneros de EE. UU. Los grupos más representativos fueron O'funk'illo en Andalucía, Mestizos (grupo) en Aragón,   Negu Gorriak y Orgasmic Toothpics en el País Vasco o Psilicon Flesh , Def Con Dos y Suaj en Madrid.
Los máximos grupos de rock fusión de Argentina son: Los Fabulosos Cadillacs, La Sonora de Bruno Alberto, Bersuit Vergarabat, Los Auténticos Decadentes, La Mosca Tsé-Tsé, Las Manos de Filippi, Todos Tus Muertos y Eruca Sativa.